# Daniel O'Donnell
Daniel O'Donnell (født 12. december 1961) er en irsk sanger, tv-vært og filantrop. Efter hans gennemrud i Irland og Storbritannien i 1983 har han også haft betydelig succes i USA og Australien. I 2012 blev han den første kunstner, der havde et forskelligt album på de britiske hitlister hvert år i 25 år i træk.